# Louis Silberkleit
Louis Silberlkeit, né le 17 novembre 1900 à Manhattan et mort le 21 février 1986, est un éditeur de pulps.

## Biographie
Louis Silberlkeit naît le 17 novembre 1900 à  Manhattan. Il est le cinquième enfant d'un couple d'émigré russe d'origine juive. D'abord tailleur, son père devient sous-traitant d'une société et peut ainsi quitter avec sa famille le quartier pauvre où ils vivaient parmi les autres immigrés et s'installer dans un appartement du Bronx. En 1923, il s'occupe de la diffusion du quotidien The New York Evening Mail. Celui-ci est racheté en 1925 par William Randolph Hearst. Cette même année, Silberkleist est engagé par la société de distribution Eastern Distributing Corporation. L'année suivante il se marie à Lillian Meisel avec qui il aura un fils. En 1929, il est promu responsable de la distribution à l'Eastern. Il engage alors Martin Goodman comme assistant. En 1932 l'Eastern dépose le bilan. Silberkleit fonde alors une société de distribution nommée Mutual Magazine Distributors ; Martin Goodman devient son associé et ensemble ils fondent une maison d'édition nommée Newstand Publishers. En 1934, Silberkleist obtient un diplôme en droit. La même année, il fonde la maison d'édition Winford Publications avec John L. Goldwater. D'autres suivront par la suite : Chesterfield Publications, Northwest Publishing, Blue Ribbon Magazines et Double Action Magazines. Selon plusieurs sources, Silberkleit et Goodman auraient aussi fondé, entre 1931 et 1932, Columbia Publication qui serait à l'origine de la société d'édition MLJ propriétaire du personnage d'Archie Andrews. Cependant cela est remis en cause par les historiens des comics Bell et Vassallo et le spécialiste des pulps, David Saunders, qui placent la fondation de cette société plutôt en 1934. En 1934 le nouveau maire de New York entame une croisade contre ce qu'il considère comme pornographique. Les revues érotiques ne sont pas épargnées et de nombreuses sociétés (éditeur, imprimeur, distributeur) sont menacées. Louis Silberkleit déclare alors en faillite la  Mutual Magazine. Il revend aussi ses parts de Newsstand publications à Martin Goodman.
Ces soucis n'empêchent pas les différentes maisons d'édition de prospérer. Alors qu'à l'origine, Silberkleist publiait des pulps, à partir de 1938 il se lance sur le marché du comic book. Il engage Harry Shorten comme assistant éditorial d'Abner Sundell et Charles Biro comme dessinateur. Les titres publiés sont Blue Ribbon Comics, Top Notch Comics, Jackpot Comics, Zip Comics et surtout Pep Comics. C'est dans  le vingt-deuxième numéro de Pep Comics qu'apparaît Archie Andrews créé par Vic Bloom et Bob Montana. En mai 1941, Silberkleit s'essaie à un nouveau type de magazine. Close-Up Magazine propose des photos de pin-up, des gags et des illustrations. D'autres du même type suivront. En 1941, Silberkleit est un des cofondateurs d'Archie Comics, connu d'abord sous le nom de MLJ Comics.
En 1942, SIlberkleit et Goodman sont condamnés car tous deux ont l'habitude de réimprimer dans leurs pulps des nouvelles déjà publiées en changeant les noms des personnages et le titre de la nouvelle et sans se soucier des droits des auteurs.
En 1970, l'épouse de Silberkleit meurt ; il se remarie en 1972 avec la journaliste Nicole Bernheim. Il meurt le 21 février 1986.